# Walter Dehmel

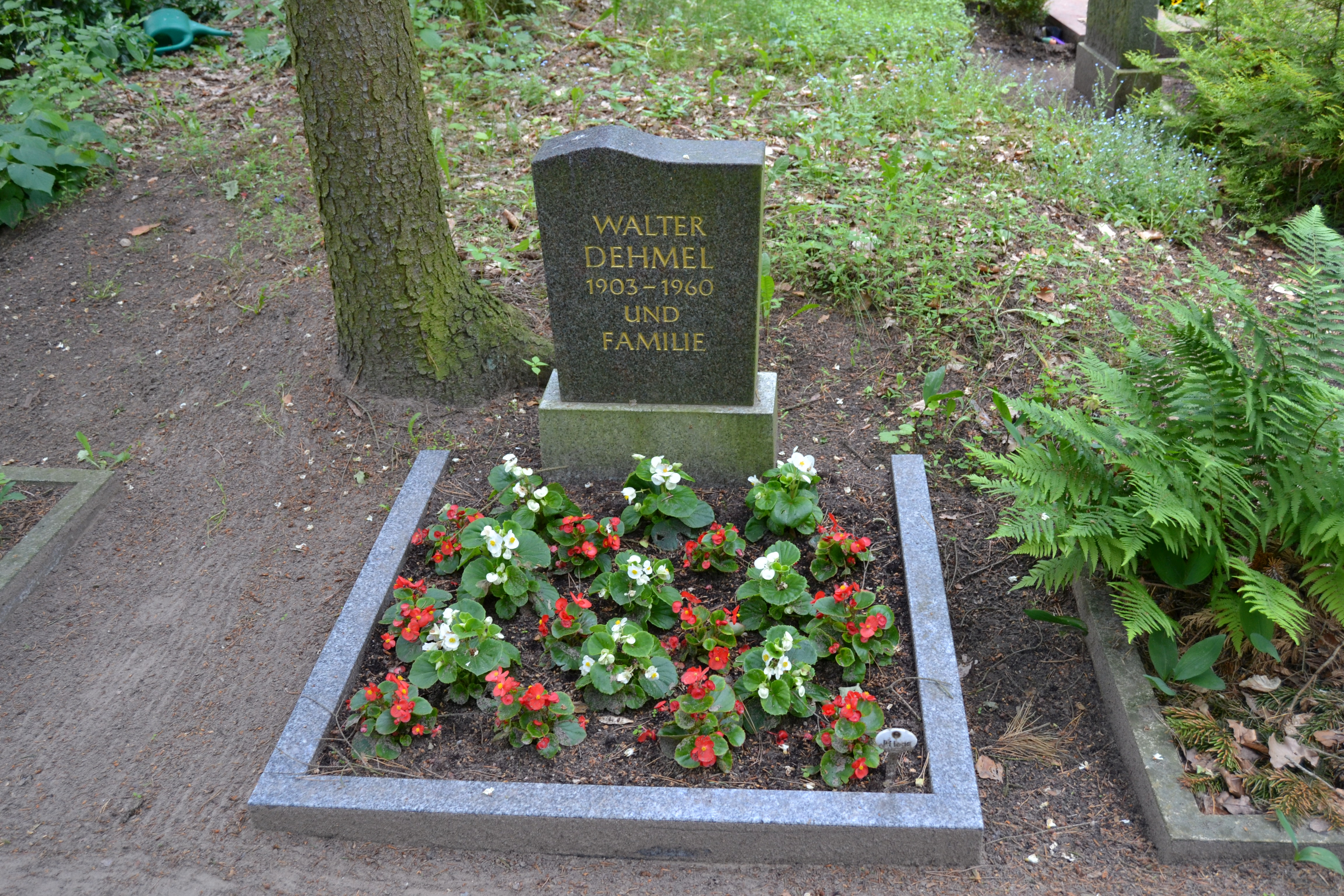
Urnen-Grab Dehmels auf dem kommunalen Friedhof von Schöneiche.

Walter Dehmel (* 9. Mai 1903 in Berlin; † 20. Juni 1960 in Schöneiche bei Berlin) war ein deutscher Dichter und Übersetzer.

## Leben
Dehmel war der Sohn eines Möbeltischlers. Nach der Volksschule arbeitete er als Metallarbeiter und war er längere Zeit arbeitslos. Er fand dann Arbeit beim Magistrat von Berlin.
Dehmel war in der sozialdemokratischen Arbeiterjugend aktiv und ab 1922 Mitglied der SPD. Ab 1928 publizierte er erste Gedichte und Erzählungen. 1933 wurde er von den Nazis misshandelt und vom Magistrat fristlos entlassen.
Nach 1945 war er am Aufbau der Volkshochschule in Berlin-Treptow maßgeblich beteiligt. Ab 1946 arbeitete er in Berlin als freischaffender Schriftsteller und Übersetzer. Die größte Bekanntheit erlangten von ihm verfasste Jugendlieder wie Wir sind die Jungen, die Unruhvollen, Aus der Wirrnis dieser Tage und Diese Zeit ist eine Wende sowie Nachdichtungen aus dem Russischen, Italienischen und amerikanischen Englisch wie das Weltjugendlied und Voran du Arbeitsvolk, du darfst nicht weichen (Bandiera rossa).
1954 wurde Dehmel mit dem Vaterländischen Verdienstorden in Bronze ausgezeichnet.
1959 zog Dehmel nach Schöneiche. In seinen letzten Lebensjahren war er schwer krank. Sein Nachlass wird in der Akademie der Künste in Berlin verwaltet.

## Fotografische Darstellung Dehmels
- Abraham Pisarek: Walter Dehmel mit Familie im Garten (1948; aus einer Serie von Fotografien)[3]

## Weitere Publikationen
- Aus der Wirrnis dieser Zeit. Gedichte und Lieder eines Arbeiterdichters. Verlag Das neue Berlin, Berlin, 1947
- Großstadtperipherie. Ausgewählte Gedichte. Hrsg.: M. Schmidt, Dietz Verlag, Berlin, 1963